# Château de l'Asnée
Le château de l'Asnée est situé au sein du domaine de l'Asnée, dans le département de Meurthe-et-Moselle, en région Grand Est. À la demande des Lefebvre de Montjoye (anciens propriétaires du domaine), il est construit par l'architecte Prosper Morey au cours du troisième quart du XIXe siècle, dans un style éclectique combinant gothique et Louis XIII. Le château a changé de propriétaires à de nombreuses reprises, mais reste intact aujourd'hui encore. En 1933, la construction des bâtiments du Grand Séminaire de Nancy le rend difficilement visible de l'extérieur.

## Le plan
Le château forme un vaste rectangle complété à l'est par une petite tour. Les communs sont disposés en équerre sur la façade gauche (façade principale) et s'appuient sur une tour ouest  nettement plus importante que la tour est.

## L'extérieur
L'élévation du château présente des façades associant style Louis XIII (caractérisé par ses trois couleurs ardoise, rouge et blanc) et néogothique dans une combinaison typique des créations architecturales de l'éclectisme du XIXe siècle. Le chanoine de Metz-Noblat parle de "gothique troubadour".
La façade comporte des tours, des gargouilles, des créneaux, des corniches ainsi que des sculptures n'ayant aucune fonction architectonique, dont le style est inspiré de celles du Palais Ducal de Nancy. Côté sud, le décor est dérivé du gothique tardif. Côté nord, la façade en briques et en pierres (à l'instar du style Louis XIII) est inspirée de la Renaissance.

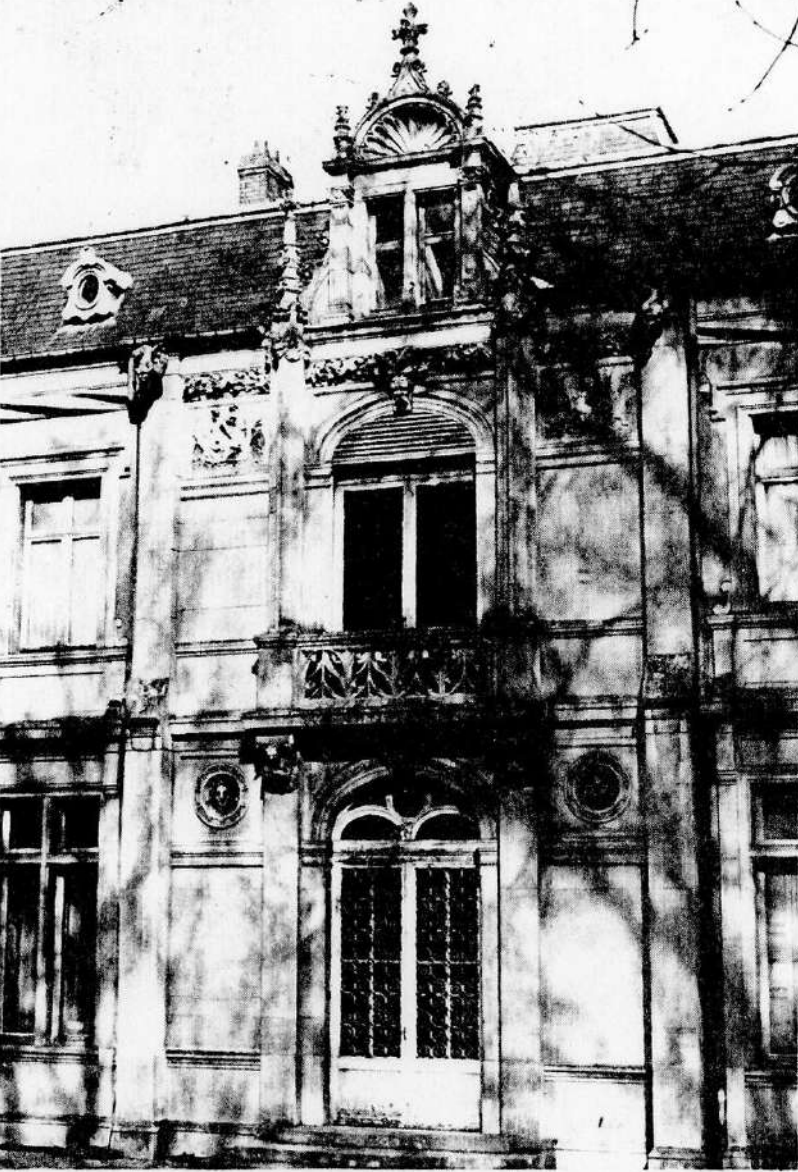
Ancienne porte principale du château de l'Asnée

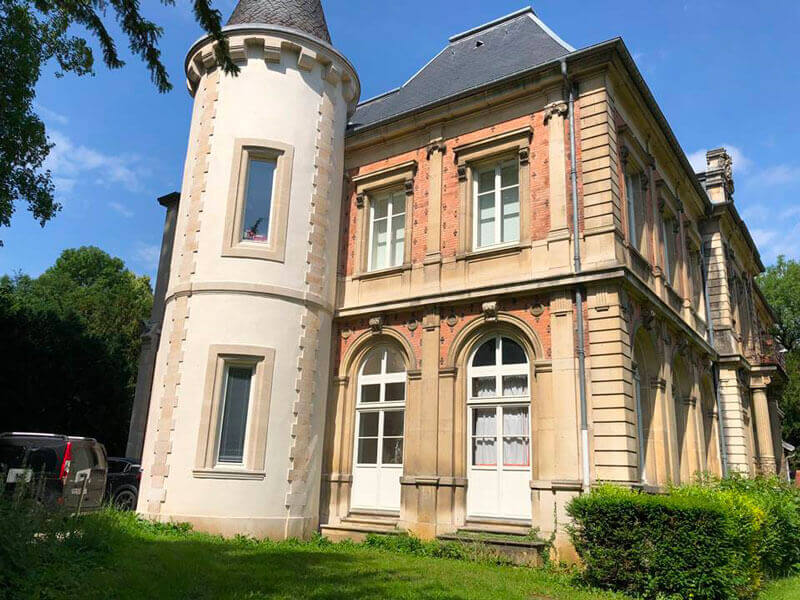
Vue d'un des côtés du château de l'Asnée (avec une tour d'angle)

## L'intérieur
La distribution des pièces s'organise autour de l'entrée principale et d'un vaste palier à l'étage. Un très large escalier à deux volées, muni de rampes en fer forgé portant le chiffre "L.M.", distribue les étages.
Une campagne de clichés réalisée par le chanoine de Metz-Noblat en 1985 nous montre des vues de l'intérieur du château. Notamment la cheminée et le grand escalier central.

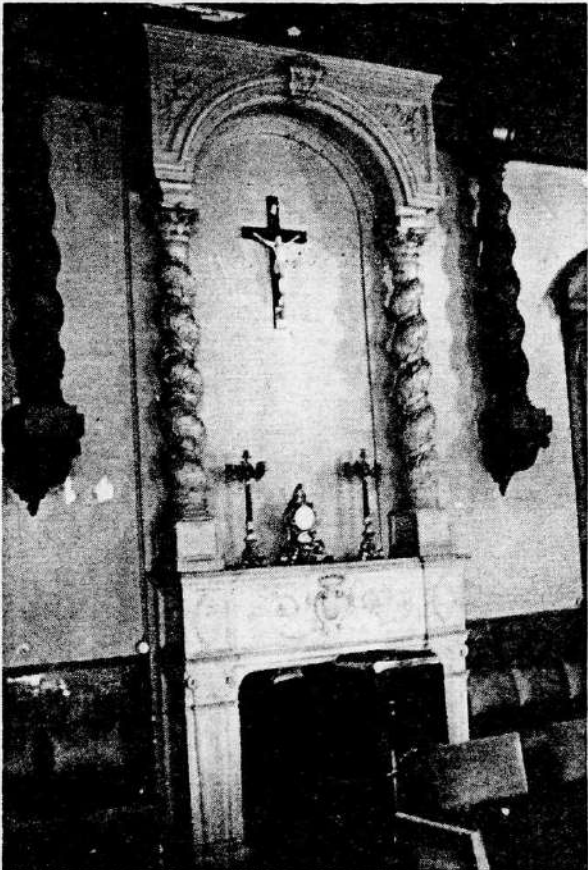
Salle à manger du château de l'Asnée

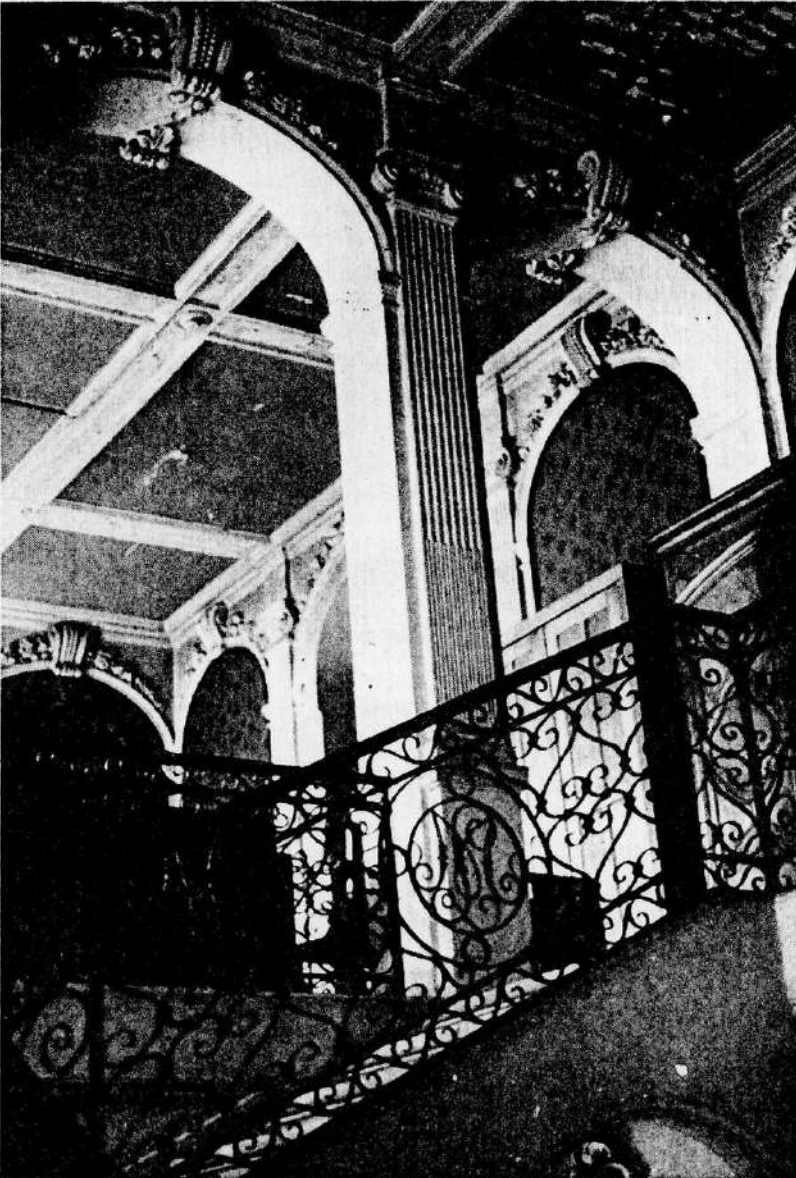
Grand escalier du château de l'Asnée

## Mobilier
La grande salle à manger et le grand salon ont conservé leur mobilier d'origine. Aux dires de de Metz-Noblat, "c'est dans le pire goût du Napoléon III".

## Le domaine de l'Asnée
Au XVIe siècle, le domaine de l'Asnée (alors appelé "l'Aunée"), abrite un enclos où la ville de Nancy isole les pestiférés. En 1619, cet enclos est donné à Melchior de la Vallée. Au XIXe siècle, la famille Lefebvre de Montjoye rachète le domaine et emploie l'architecte Prosper Morey pour y faire construire le château.
La présence, sur place, d'une meule à grains d'environ 1,60 m de diamètre semble indiquer qu'un moulin à eau se trouvait autrefois au bord du ruisseau de l'Asnée (qui donne son nom au domaine et au château). Le château est situé en bordure de la forêt de La Haye, dont il est séparé depuis 1933 par les bâtiments du  Grand Séminaire de Nancy. Le chanoine de Metz-Noblat précise qu' "on pouvait y aller chasser et s'y promener à pied ou à cheval".